# 미국 연방 대법원
미국 연방 대법원(美國聯邦大法院, 영어: Supreme Court of the United States)은 미국 최고의 사법 기관으로 사법부를 총괄한다. 대통령이 지명하고 상원의 권고와 동의(advice and consent)하에 임명하는 대법원장(Chief Justice)과 8명의 대법관(Associate Justice)으로 구성한다. 임명 후에 대법관직을 수행하며, 임기는 "선한 행동을 하는 동안" 종신직이고, 사임은 사망, 사직, 은퇴, 탄핵으로만 가능하다. 
워싱턴 D.C.에 미국 연방 대법원 건물이 있다. 연방 대법원은 본래 상고법원이지만, 소수의 사건에서 1심 관할권을 지닌다.
대한민국 대법원에서는 변호사라면 누구나 소송사건을 변호하지만, 미국 연방 대법원에는 미국 연방 대법원 변호사 명단에 등록한 변호사만이 소송 사건을 변호한다. 주 대법원에서 패소한 원고가 이에 불복하면 연방 대법원에 최종적으로 항소한다.

## 구성

### 대법관 인원수
미국 헌법에서 대법관 인원수를 명시하지 않았지만, 헌법 3조에 의회가 대법관 인원을 정할 권한이 있다고 밝혔다. 1789년 사법부법은 6명의 대법관을 확정했다. 이후 미국 영토 확장으로 하원은 대법관 인원을 순회 법원 수에 맞춰 늘렸다. 1807년에는 대법관 인원이 7명이었고, 1837년에는 9명, 1863년에는 10명으로 늘었다. 
1866년 대법원장 살먼 체이스 요청에 따라 미국 하원은 순회법원법을 가결했다. 이 법에서는 법 통과 뒤에 은퇴하는 대법관 세 명의 후임을 제한하였다. 이에 따라 대법관 수는 7명이 되었다. 이 법 통과에 따라 1866년에 대법관 한 자리가 없어졌고, 1867년에 두 번째 자리가 없어졌다. 하지만 1869년에 사법부 법(순회판사법이라고도 불림)을 승인하며 대법관 수는 다시 9명이 되었고, 2023년 현재까지 동일한 인원이다. 
프랭클린 D. 루스벨트 대통령은 1937년에 70살 6개월이 넘어서도 은퇴하지 않는 각 대법관에 대해 추가로 대법관을 지명하여, 대법관의 인원을 15명까지 늘리려 했다. 이 법안은 표면적으로 고령의 법관 업무 부담을 줄이는 목적이었지만, 실질적으로는 루즈벨트 대통령이 대법원을 뉴딜 관련 법안을 지지하는 대법관들로 채우려는 목적이었다. "대법원 재구성 계획(court-packing plan)"으로도 불리는 이 계획은 하원을 통과하지 못했고, 루즈벨트에게 정치적 재앙이었다. 1937년 8월의 윌리스 반 드반터 대법관의 은퇴에 따라 휴고 블랙 대법관이 임명되자 대법원의 균형은 무너지기 시작했다. 1941년 말까지 루즈벨트는 7명의 대법관을 지명했고, 할란 피스케 스톤을 대법원장으로 임명했다.

### 지명 및 청문회
미국 헌법 2조는 미국 대통령에게 "미국 상원의 권고와 동의에 따라(by and with the advice and consent of the Senate)" 대법관을 임명할 권한을 부여했다. 대부분의 미국 대통령은 대법관에 자신과 비슷한 정치적 견해를 가진 사람을 지명하는데, 이렇게 임명한 대법관의 판결이 종종 지명한 대통령 의도와 반대로 나타나기도 한다. 미국 헌법에 대법관 자격에 구체적 항목이 없으므로 대통령은 변호사라면 누구나 대법관으로 지명할 수 있다. 다만 지명자는 상원에서 청문회를 거쳐야 한다.

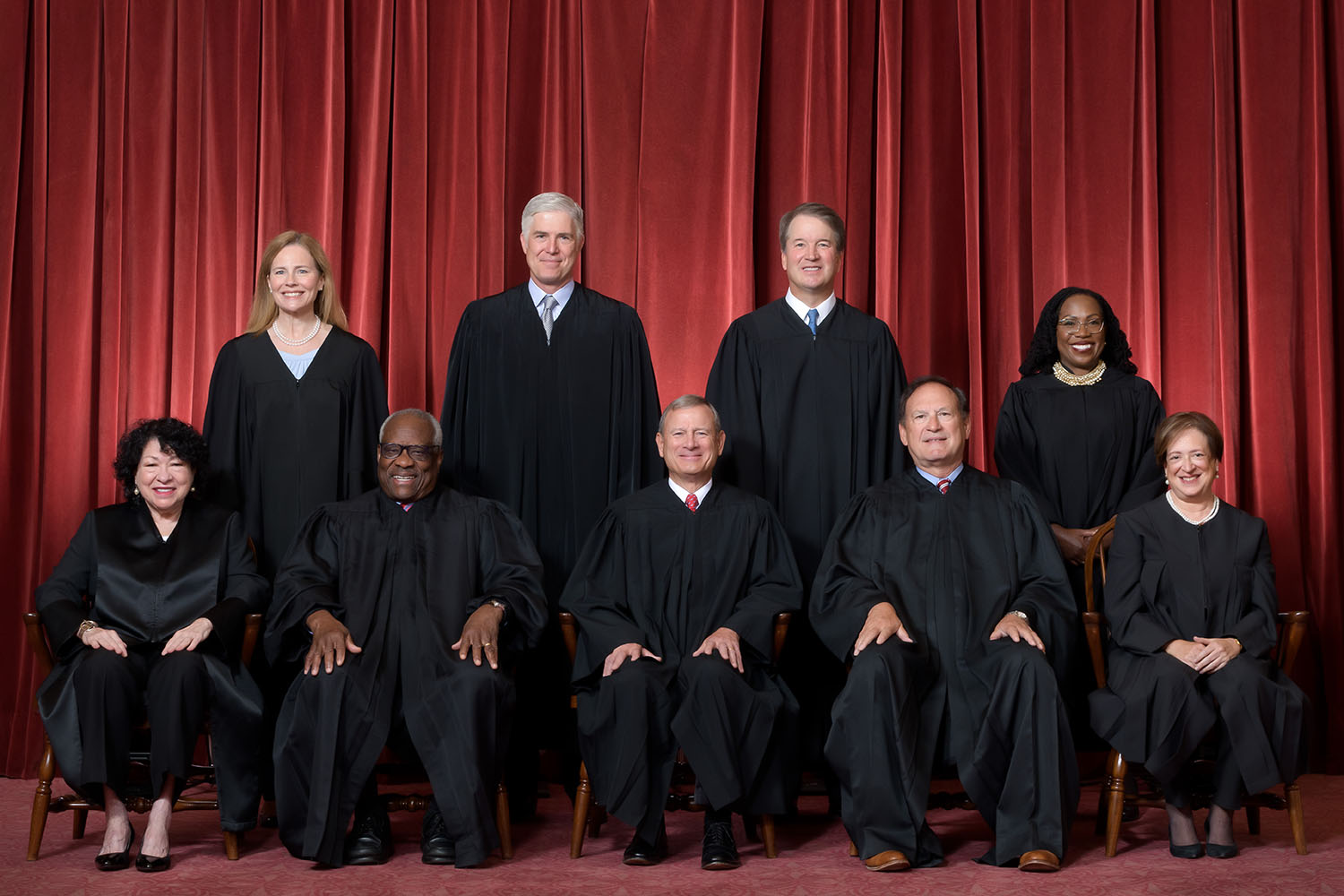
2022년 6월 30일 ~ 현재, 로버츠 대법원장의 대법원
앞 줄(왼쪽부터): 소니아 소토마요르, 클래런스 토머스와 대법원장 존 로버츠, 새뮤얼 알리토, 엘레나 케이건 대법관
뒷 줄(왼쪽부터): 에이미 코니 배럿, 닐 고서치, 브렛 캐버노, 커탄지 브라운 잭슨 대법관

현재 청문회 과정은 언론을 비롯해 관련 이해관계자와 이익단체들이 지명자 성향에 따라 임명 찬성 또는 반대 활동을 벌인다. 미국 상원의 사법 위원회는 청문회와 투표를 통해 긍정, 중립, 부정적 보고서 중 하나를 채택한다. 1920년대에 위원회가 지명자들을 직접 면접하였고, 그 전까지는 서류 심사 형식이었다. 1925년, 사법 위원회에서 처음으로 면접을 시행한 지명자는 할란 피스케 스톤이다. 스톤은 월가 금융가와 친밀한 상황을 극복하고, 중립성 우려를 줄이고자 직접 면접을 주도했다. 현재 제도처럼 청문회에서 지명자에게 체계적인 질문을 하는 방식은 1955년, 존 마샬 할란 2세의 청문회였다.
상원에서 지명자의 지명 동의안을 통과시키려면 상원 의원 다수의 찬성이 필요하다. 사법 위원회가 지명 보고서를 제출하면 상원 전체가 이를 검토한다. 지명 반대는 드문 편이다. 역사상 미국 상원에서  대법관 지명자 임명에 단 12회만 반대했다. 가장 최근, 상원의 임명 반대 투표는 1987년 로버트 보크였다.
미국 대통령이 후보를 지명해도 일부는 국회의 임명절차 거부권으로 상원이 투표를 하지 않기도 한다. 상원 규칙에 따라 대법관 임명 과정에서 사법 위원회가 임명 절차를 중지하지 못하며, 전체 상원 회의에서 지명 논의를 시작해야 의사 진행 방해(filibuster)로 임명동의안 투표 자체를 중단한다. 지명자 임명을 중단하는 의사진행방해를 상원의원이 시행할 권한이 있지만, 현재까지 대법관 임명 과정에서 의사진행방해로 중단한 경우는 없다. 하지만 의사진행방해 권한으로 대통령의 후보 지명을 철회하도록 활용하기도 한다. 1968년 린든 B. 존슨 대통령이 에이브러햄 폴타스 대법관을 얼 워런 대법원장의 후임 대법원장에 지명하려 하자 상원은 의사진행방해 시행을 거론했다. 그러자 대통령은 실제 임명 동의 투표가 이뤄지기 전에 지명 철회했다. 의사진행방해로 지명자가 후보 동의조차 받지 못하면, 대통령이 입법부인 국회와 업무 협력조차 못하는 무능을 인정하는 셈이다. 따라서 조지 W. 부시 대통령도 청문회 이전에 해리엇 마이어스의 지명을 철회했다.
1981년 이전 상원의 대법관 임명 동의 과정은 신속했다. 트루먼 정부부터 닉슨 정부까지, 대법관 임명 동의는 1달 이내였다. 하지만 레이건 정부부터 현재까지 이 과정은 훨씬 오래 걸린다. 기간이 늘어난 이유로 하원은 과거에 비해 대법관의 정치적 영향이 커졌다고 인식한 까닭이라고 설명하기도 한다.
문서상으로 상원이 동의안을 통과하면 문건은 대통령에게 전달하고 대통령은 임명안에 서명한다. 그리고 법무부에서 새 대법관 임명 전에 이 문서에 법무부 공식 날인을 한다.

### 종신 재직권
미국 헌법에는 대법관은 "행동이 선량한 동안에는 직위를 유지할 수 있다"고 명시한다. "선량한 행동" 용어는 자발적 사임이나 은퇴, 국회 탄핵이 없는 이상 여생 동안 직위를 유지한다는 의미다. 대법관은 하원의 탄핵이나 기소에 의해서 사임하나, 현재까지 단 한 명의 대법관(1805년, 사무엘 체이스)만 하원이 탄핵했고 상원에 의해 무죄 판결을 받았다. 대법관을 탄핵하려는 움직임(1953년과 1970년, 윌리엄 더글라스는 청문회를 두 번 거쳤음)은 최근에도 있었으나,  탄핵 투표는 없었다. 급작스러운 질병이나 부상으로 대법관직을 수행도, 사임도 못하는 대법관을 대체할 방법은 아직까지 없다.
대법관 종신 재직권으로 공석으로 인한 신임 대법관 임명을 예측할 수 없다. 갑자기 공석이 발생하기도 하고 오랜 기간 교체가 없는 기간도 있다. 1970년 초에 한 주 차이를 두고 2명의 공석이 발생하기도 했다. 휴고 블랙과 존 마샬 할란 2세가 1주일 차이로 은퇴해 공석이 2개 발생했고, 루이스 프랭클린 파웰 주니어와 윌리엄 렌퀴스트를 갑자기 지명했다. 오랜 기간 동안 변화가 없기도 하다. 11년 동안 변화가 없던 시기도 있었다. 1994년 스티븐 브레이어 대법관이 임명된 뒤, 2005년에 렌퀴스트 대법원장이 사망하고 2006년에 샌드라 데이 오코너가 은퇴해 11년 만에 신임 대법관을 임명했다.
이렇게 대법관직 공석 예측이 어렵다고 하지만, 현재까지 4명을 제외하고 모든 대통령이 적어도 한 명 이상의 대법관을 지명했다.
임명한 대법관 재직 연수의 총합이 100년이 넘는 대통령은 프랭클린 D. 루스벨트, 앤드루 잭슨, 에이브러햄 링컨의 3명이다.

## 대한민국과 비교
미국 연방대법원은 국가적 중요 사건만을 상고허가, 즉 사건을 사전 심의하여 소송 사건을 제한한다.  사전 심의를 하여 대법관 9명 중 4명 이상이 지명을 해야, 상고를 게시한다. 이런 사건만 9명이 참석하여 판결한다. 미국은 주 정부에도 주법원의 대법원이 있으므로 연방대법원은 대한민국의 대법원과 헌법재판소의 역할을 동시에 수행한다. 연방대법원은 연간 평균 100여 건 정도인 국가적 중요 사건 만을 처리한다.

## 현재 미국 대법관
아래는 현재의 미국 대법관들의 목록이다. ("상원 동의"는 상원 동의안 투표 시 찬성/반대 표 수를 말한다.)
| 이름                 | 출생지                                                    | 임명 대통령     | 상원동의 | 임명시 나이 | 임명 일 / 재직 기간         | 전임                 |
| -------------------- | --------------------------------------------------------- | --------------- | -------- | ----------- | --------------------------- | -------------------- |
| 존 로버츠 (대법원장) | 1955년 1월 27일 (뉴욕주, 버펄로 출생, 현재 70세)          | 조지 W. 부시    | 78–22    | 50          | 2005년 9월 29일부터 19년간  | 윌리엄 렌퀴스트      |
| 클래런스 토머스      | 1948년 6월 23일 (조지아주, 핀 포인트 출생 현재 76세)      | 조지 H. W. 부시 | 52–48    | 43          | 1991년 10월 23일부터 33년간 | 서굿 마셜            |
| 새뮤얼 알리토        | 1950년 4월 1일 (뉴저지주, 트렌턴 현재 75세)               | 조지 W. 부시    | 58–42    | 56          | 2006년 1월 31일부터 19년간  | 샌드라 데이 오코너   |
| 소니아 소토마요르    | 1954년 6월 25일 (뉴욕주, 뉴욕 시 출생 현재 70세)          | 버락 오바마     | 68–31    | 55          | 2009년 8월 8일부터 15년간   | 데이비드 수터        |
| 엘레나 케이건        | 1960년 4월 28일 (뉴욕주, 뉴욕 시 출생, 현재 64세)         | 버락 오바마     | 63–37    | 50          | 2010년 8월 7일부터 14년간   | 존 폴 스티븐스       |
| 닐 고서치            | 1967년 8월 7일 (콜로라도주, 덴버 출생, 현재 57세)         | 도널드 트럼프   | 54-45    | 49          | 2017년 4월 29일부터 7년간   | 앤터닌 스컬리아      |
| 브렛 캐버노          | 1965년 2월 12일 (워싱턴 D.C. 출생 현재 60세)              | 도널드 트럼프   | 50-48    | 53          | 2018년 10월 6일부터 6년간   | 앤서니 케네디        |
| 에이미 코니 배럿     | 1972년 1월 18일 (루이지애나주, 뉴올리언스 출생 현재 53세) | 도널드 트럼프   | 52-48    | 48          | 2020년 10월 27일부터 4년간  | 루스 베이더 긴즈버그 |
| 커탄지 브라운 잭슨   | 1970년 9월 14일 (워싱턴 D.C. 출생, 현재 54세)             | 조 바이든       | 53–47    | 51          | 2022년 6월 30일부터 2년간   | 스티븐 브라이어      |

## 같이 보기
- 미국의 헌법
- 미국 연방 정부
  - 입법부
    - 미국 의회
      - 미국 상원
      - 미국 하원

  - 행정부
    - 미국 연방 행정각부
    - 미국 내각
    - 미국의 대통령
    - 미국의 독립기관

  - 사법부
    - 미국 연방 대법원
    - 미국 연방 항소법원
    - 미국 지방법원